# Mutō Nobuyoshi

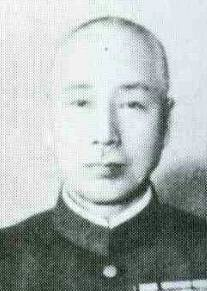
Mutō Nobuyoshi

Baron Mutō Nobuyoshi (jap. 武藤 信義; * 15. Juli 1868 in Fukaura (heute Shiroishi), Kishima, Saga, Japan; † 27. Juli 1933 in Shinkyō, Mandschukuo) war ein Feldmarschall der Kaiserlich Japanischen Armee.

## Leben
Mutō wurde 1868 in eine Samurai-Familie von Saga hineingeboren. Nach dem Schulbesuch besuchte er die Heeresoffizierschule und kämpfte nach seinem Abschluss im Ersten Japanisch-Chinesischen Krieg als Leutnant der Infanterie. Nach dem Krieg und seiner Beförderung zum Hauptmann wurde er zweimal als Militärattaché nach Russland geschickt und verbrachte die Aufenthalte in Wladiwostok und Odessa. In dieser Zeit lernte er, fließend Russisch zu sprechen. Er kämpfte auch im Russisch-Japanischen Krieg und wurde nach diesem zuerst zum Major und dann zum Oberst befördert. In diesem Rang diente er unter anderem in der Kaiserlichen Garde.
Von 1915 bis 1916 diente Mutō in der Abteilung Manöver des Ersten Büros des Generalstabs. 1917 wechselte er zum Militärgeheimdienst und war dort unter anderem für Aktionen in Harbin, Irkutsk und Omsk zuständig. Zwischen 1919 und 1921 diente er erneut auf administrativen Posten im Generalstab, bevor er das Kommando über die 3. Division übernahm und mit dieser an der Sibirischen Intervention teilnahm.
Mutō kehrte 1922 nach Japan zurück und war dort bis 1925 Vizestabschef im Generalstab, bevor er für ein Jahr Mitglied im Obersten Kriegsrat wurde. Im Anschluss hieran war er kurzzeitig Kommandeur des Verteidigungskommando Tokio, bevor er vom 28. Juli 1926 bis zum 26. August 1927 Oberbefehlshaber der Kwantung-Armee in der Mandschurei wurde. Hiernach war er bis zum 26. Mai 1932 Generalinspekteur der Militärausbildung und kehrte im Anschluss in die Mandschurei zurück, wo er bis zu seinem Tod Oberbefehlshaber der Armee des nach der japanischen Besetzung der Mandschurei gegründeten Marionettenstaats Mandschukuo wurde. Parallel hierzu war er erneut Oberbefehlshaber der Kwantung-Armee und Generalgouverneur des Pachtgebiet Kwantung. Als Generalbevollmächtigter des Tennō Hirohito unterzeichnete er das Japan-Mandschukuo-Protokoll von 1932. 1933 überwachte er die japanische Operation Nekka, die das Ziel hatte die chinesische Provinz Rehe als Teil von Mandschukuo zu erobern. Im Zuge dieser Operation erfolgte seine Beförderung zum Feldmarschall.
Mutō war einer der wenigen hohen japanischen Militärs, welche die Lage in Mandschukuo und die dortige japanische Politik unter dem Geheimdienstler Doihara Kenji scharf kritisierten, allerdings wurde er großteils ignoriert. Aus diesem Grund ist es nicht völlig klar, ob er im Sommer 1933 an einer Krankheit starb, oder Seppuku beging.
Er wurde zudem am 1. November 1920 ausgezeichnet mit dem Orden der Aufgehenden Sonne 1. Klasse.
Postum erhielt er den Titel eines danshaku (Baron), der Orden der Aufgehenden Sonne wurde auf die Sonderstufe des Ordens der Paulownienblüte aufgewertet, sowie den Orden vom Goldenen Weih 1. Klasse. Sein Grab befindet sich im Tempel Gokoku-ji in Tokio und sein Marschallsschwert wird im Museum Yūshūkan des Yasukuni-Schrein ausgestellt.